# Lexicologia
Lexicologia és la part de la gramàtica que estudia les paraules, elements constitutius de les proposicions, amb les quals es forma el discurs. Comprèn l'analogia, l'etimologia, i la morfologia.